# Pycnostachys pallidecaerulea
Pycnostachys pallidecaerulea là một loài thực vật có hoa trong họ Hoa môi. Loài này được Perkins miêu tả khoa học đầu tiên năm 1921.